# 멸망의 자식
멸망의 자식 또는 멸망의 아들(그리스어: ὁ υἱός τῆς ἀπωλείας, ho huios tēs apōleias)은 신약성서 요한복음 17장 12절과 데살로니가후서 2장 3절에 나오는 귀신의 칭호와 관련된 구절이다.

## 신약
두 경우 모두 "filius perditionis"(멸망의 아들)을 포함하는 라틴어 불가타에 이어 위클리프 성경의 영어 성경에서 전통적으로 그리스어 구문의 두 발생이 일관되게 번역되었다. 그러나 이것은 모든 언어에 해당되는 것은 아니다. 예를 들어 루터 성경은 요한복음에서 "das verlorene Kind"(잃어버린 아이)로 사용했지만 데살로니가후서에서는 "das Kind des Verderbens"(부패한 아이)로 사용했다.

### 요한복음 17:12
요한복음 17:12에서 예수님은 가룟 유다와 관련하여 그의 모든 제자들 중에 "멸망의 아들" 외에는 잃어버린 자가 없다고 말씀하셨다.
내가 저희와 함께 세상에 있을 때에 아버지의 이름으로 저희를 보전하였나이다 아버지께서 내게 주신 자도 내가 지키었나이다 그 중에 하나도 잃어버리지 아니하고 오직 멸망의 자식뿐이니이다 성경을 응하게 하려 하심이라. — 요한복음 17:12
NIV판은 이 문구를 "멸망할 운명에 처한 자"로 번역한다. D. A. 카슨은 이 구절이 유다의 성격과 그의 운명을 모두 언급한다고 제안한다.
"성경이 성취되도록"에 대한 다양한 구약 기원이 제안되었다. 여기에는 전통적으로 시편 41:9이 포함된다. 또한 시편 109:8에 "그의 날을 짧게 하시고 그의 직분을 다른 사람이 취하게 하소서." 이것은 사도행전 1:16-20에서 베드로가 유다를 예언한 것으로 해석된다.

### 데살로니가후서 2:3
데살로니가후서 2장 3절에서 바울은 "멸망의 아들"을 언급했다.
데살로니가후서 2장 3절 "누가 어떻게 하여도 너희가 미혹되지 말라 먼저 배교하는 일이 있고 저 불법의 사람 곧 멸망의 아들이 나타나기 전에는 그 날이 이르지 아니하리니"
그는 이 이미지를 죄의 사람과 동일시하는 것으로 보인다.

### 계시
일부 신학자들과 학자들은 요한계시록 17장 8절과 17장 11절에 언급된 "멸망으로 들어가는 짐승"을 멸망의 아들에 대한 언급으로 간주한다.